# Agnesi (quadrangle)

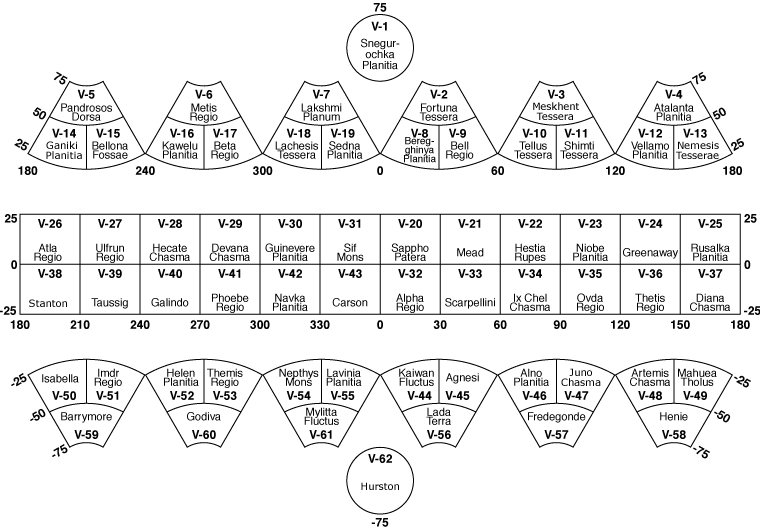
Quadrangles op Venus op schaal 1 : 5.000.000

Agnesi (V–45; breedtegraad 25°–50° S, lengtegraad 30°–60° E) is een quadrangle op de planeet Venus. Het is een van de 62 quadrangles op schaal 1 : 5.000.000. Het quadrangle werd genoemd naar de gelijknamige inslagkrater die op zijn beurt is genoemd naar de Italiaanse taalkundige, wiskundige en filosoof Maria Gaetana Agnesi (1718-1799).

## Geologische structuren in Agnesi
Chasmata
- Artio Chasma

Coronae
- Codidon Corona
- Ekhe-Burkhan Corona
- Elihino Corona
- Inanna Corona
- Mama-Allpa Corona
- Mou-nyamy Corona
- Pakoti Corona
- Umay-ene Corona
- Xcanil Corona
- Zemlika Corona

Fluctus
- Ubastet Fluctus

Inslagkraters
- Agnesi
- Anicia
- Francesca
- Kalombo
- Kastusha
- Kimitonga
- Kosi
- Lehmann
- Lockwood
- Masako
- Nomeda
- Purev
- Yoshioka

Montes
- Gurshi Mons
- Tuzandi Mons

Planitiae
- Fonueha Planitia

Tesserae
- Pasom-mana Tesserae
- Tushita Tesserae
- Xi Wang-mu Tessera

Valles
- Albys Vallis
- Sezibwa Vallis